# Dry Falls

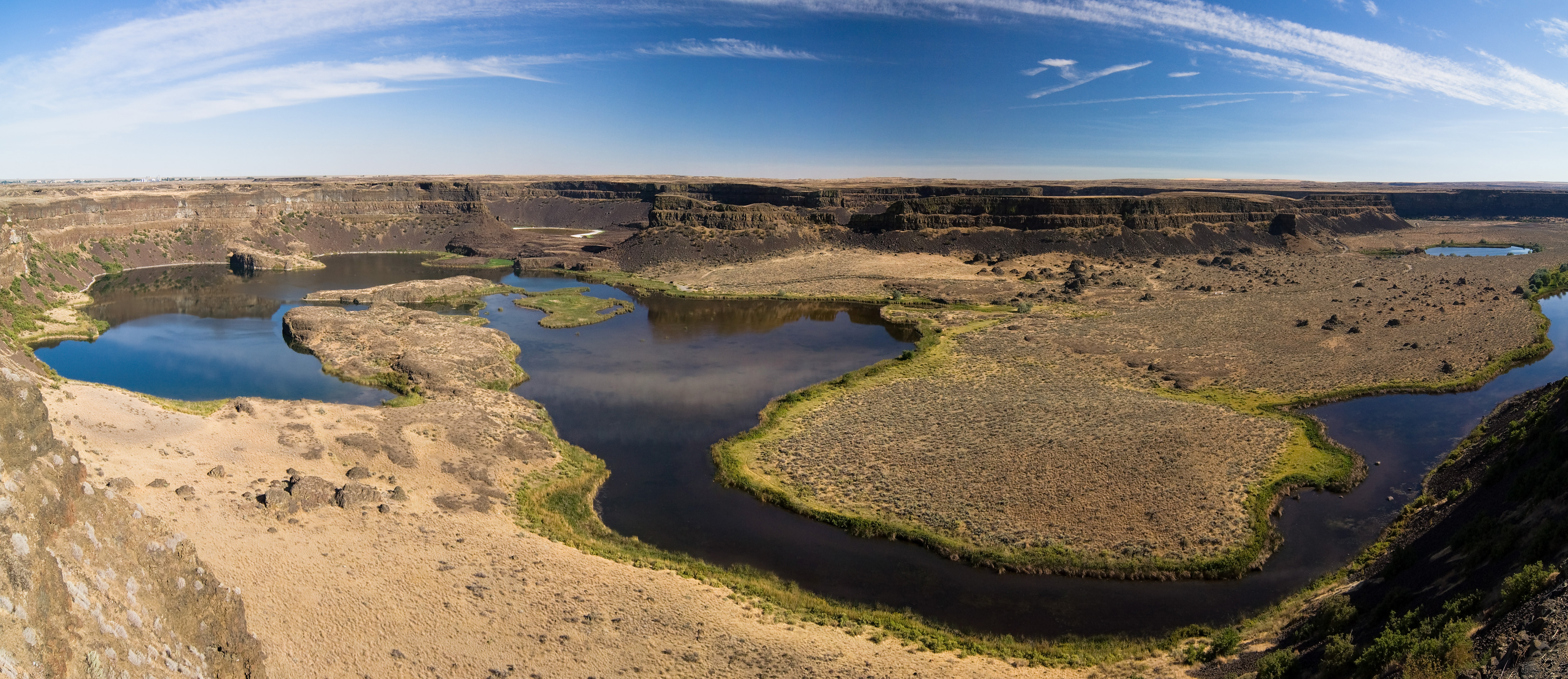
Dry Falls

Dry Falls (literalmente, Cataratas Secas) son unos acantilados en forma de media luna ubicados en el estado de Washington (Estados Unidos), en el lado de Upper Grand Coulee, frente al río Columbia. Con más de 5,5 km de largo, divide el lecho del río seco del Grand Coulee  en dos secciones, al comienzo de su parte inferior (Bassa Grand Coulee).
Dry Falls es diez veces más grande que las impresionantes Cataratas del Niágara y, por lo tanto, se considera la cascada más grande que jamás haya existido. Los geólogos plantean la hipótesis de que las inundaciones del Missoula en la última glaciación han canalizado el agua a más de 100 km / h a través de la Alta Grand Coulee y sobre esta pared de roca de 120 m. Se estima que la extensión de la cascada fue diez veces mayor que la de todos los ríos actuales del mundo combinados.
Hace casi veinte mil años, con el avance de los glaciares hacia el sur, una capa de hielo obstruyó el río Clark Fork en la cuenca de Columbia, impidiendo el flujo de agua de Montana. Como resultado, una gran parte del oeste de Montana permaneció inundada para formar el gigantesco Lago Missoula. Finalmente, la presión acumulada en el dique de hielo lo hizo desaparecer. En general se acepta que este proceso tuvo lugar docenas de veces durante la edad de hielo.
La repentina inundación inundó en pocos días partes de Idaho, Washington y Oregón bajo muchas decenas de metros de agua. La formación de Grand Coulee y Dry Falls pronto siguieron a estas extraordinarias inundaciones. Incluso si, en menor escala, hubo otras inundaciones similares, que permitieron a la cascada transportar agua durante miles de años. Cuando la lengua de hielo se derritió, el río obstruido volvió a su curso, dejando secas las Cataratas y todo el Grand Coulee seco.
El precipicio se puede admirar de forma gratuita en el Centro de Interpretación de Dry Falls, en Coulee City, en el sistema de parques estatales de Sun Lakes.